# Barnes (Londres)
Barnes és un districte situat al sud-oest de Londres que forma part del municipi de Richmond upon Thames. Es troba al voltant de 9,3 km a l'oest sud-oest de Charing Cross sobre el riu Tàmesi, amb el Pont de Hammersmith al seu extrem nord. Barnes posseeix un bon nombre d'edificacions dels segles xviii i xix de qualitat arquitectònica excepcional, la qual cosa ho distingeix com una localitat històrica i és part de les zones protegides de la Gran Bretanya.

## Llocs històrics

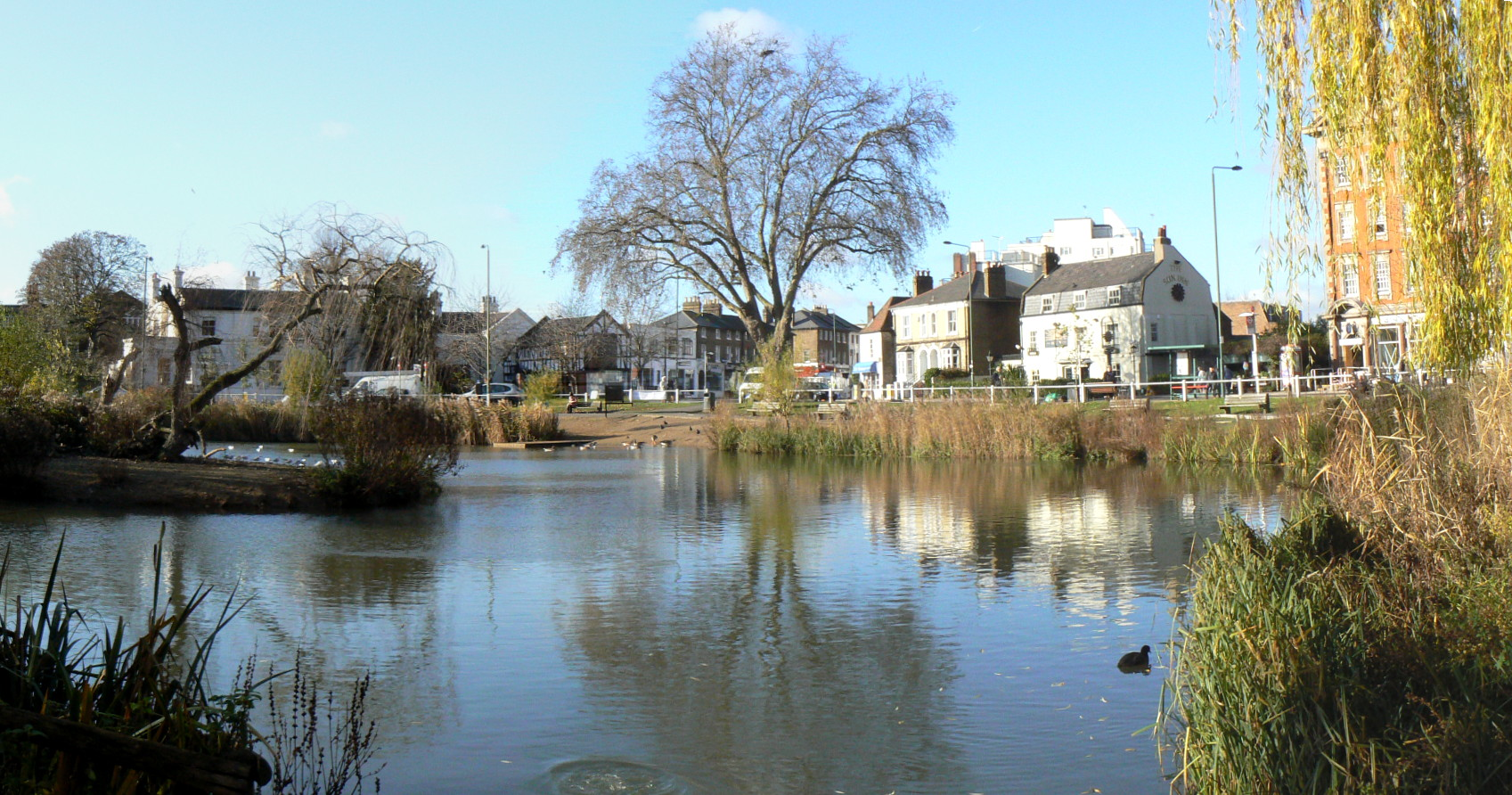
L'estany de Barnes amb el Sun Inn al fons

Entre altres monuments històrics, Barnes té: 
L'església del lloc que és una capella d'estil normand, construïda entre els anys 1100 i 1150. Va ser ampliada al segle xiii i una altra vegada en circa 1485 i en 1786. En 1978 un incendi va destruir les seccions Victoriana i Eduardiana, duent-se a terme treballs de restauració que van ser completats en 1984.
En la secció anomenada The Terrace hi ha un carrer en la qual s'alineen cases d'estil Georgià que van al llarg de la corba oest del riu. La construcció d'aquestes cases va començar en 1720. Gustav Holst i Ninette de Valois van viure en aquesta secció. The Terrace té també un edifici en maó vermell que és l'estació de policia, construïda en 1891, que encara que ha estat reconstruïda, conserva les seves característiques originals.

## Atractius turístics

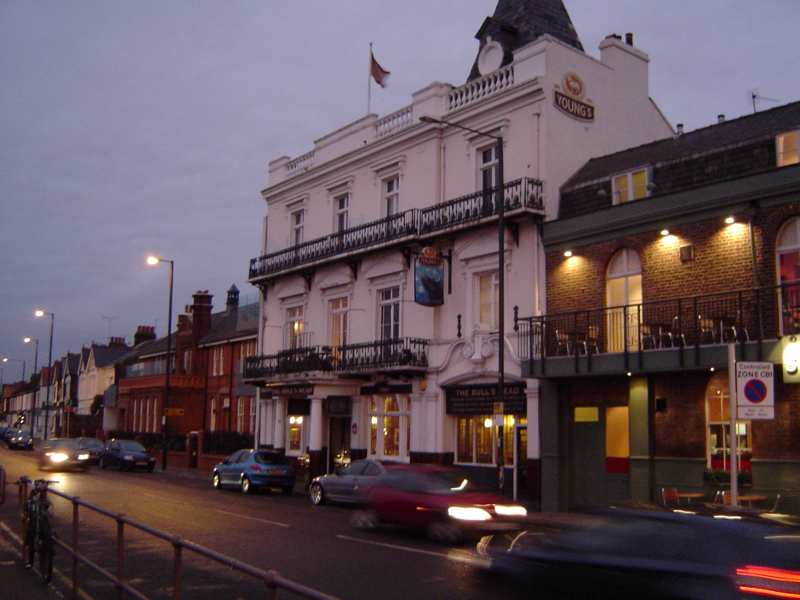
The Bull's Head (El cap de toro)

Els Olympic Studios són un atractiu cultural popular. El 1966 es va traslladar a Barnes des del centre de Londres aquest lloc on es van escenificar les actuacions de molts estels del rock i del pop al llarg de diverses dècades. Aquí es va gravar per exemple amb els Beatles la famosa cançó de "All You Need Is Love". També van actuar en el lloc els Rolling Stones, Jimi Hendrix, Pink Floyd, Led Zeppelin, David Bowie, Queen, Eric Clapton, Ella Fitzgerald, Harry Nilsson, the Verve, Massive Attack, Duran Duran, Coldplay, Madonna and Björk, entre uns altres.
Davant del riu Tàmesi, en Lonsdale Road, hi ha un famós pub anomenat the Bull's Head conegut per les seves presentacions de jazz des de l'època de la post-guerra.

## Altres llocs d'interès
El lloc on l'estel de rock Marc Bolan va patir el seu accident fatal, ara conegut com a Bolan's Rock Shrine.

## Estacions de tren
- Estació de tren de Barnes Bridge
- Estació de Barnes